# Rudolf Pallin
Johan Rudolf Pallin, född 16 juni 1830 i Karlstads stadsförsamling i Värmlands län, död 3 augusti 1910 i Engelbrekts församling i Stockholm, var en svensk skolman och historiker.
Pallin blev filosofie doktor vid Uppsala universitet 1860 med avhandlingen Underhandlingar mellan Sverige och Lifland 1554–1560. Han blev adjunkt vid Nya elementarskolan i Stockholm 1861 och var rektor där 1868–1897, därtill ledamot av kommittén för granskning av historisk‑geografiska läroböcker 1866–68. Bland Pallins skrifter märks särskilt hans i många utgåvor utgivna läroböcker i medeltidens historia (1872–), i allmän historia (1874–) och i nya tidens historia (1878–).
Han gifte sig 1897 med Eva Sofia Aimée Forsgren (1845–1916).